# Selo (Patean)
Selo is een bestuurslaag in het regentschap Kendal van de provincie Midden-Java, Indonesië. Selo telt 1563 inwoners (volkstelling 2010).